# Садовська Галина Дмитрівна
Садовська Галина Дмитрівна (нар. 3 березня 1948, с. Немиринці, Україна) — український журналіст, публіцист, літератор. Дружина Казимира Сікорського. Член НСЖУ (1975). Заслужений журналіст України (1998).

## Життєпис

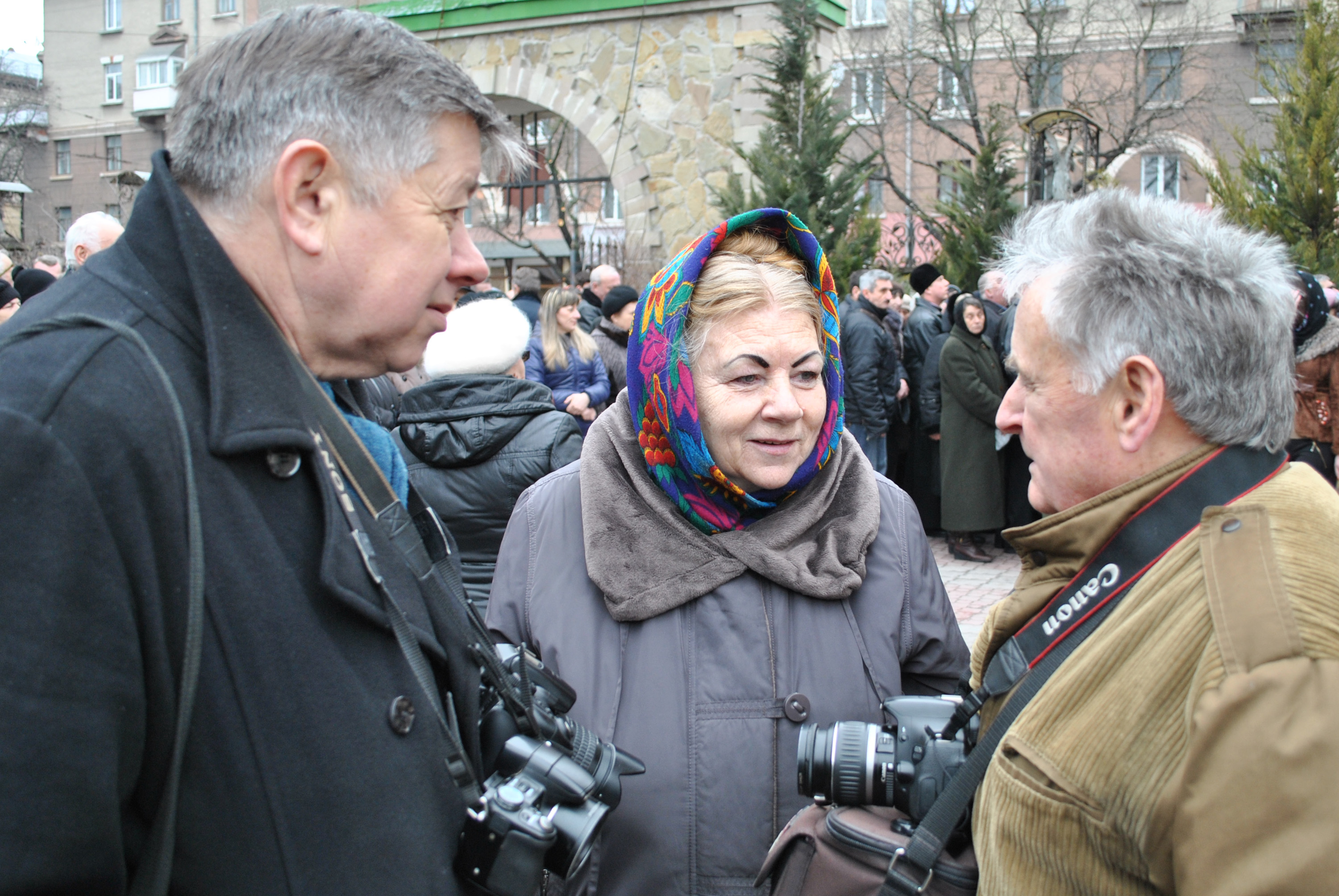
Тернопільські журналісти Олег Снітовський, Галина Садовська та Василь Бурма.

Галина Садовська народилася 3 березня 1948 року в селі Немиринцях, нині Городоцького району Хмельницької області України.
Закінчила Київський університет (1972 р., нині національний університет).
Працювала в редакції збаразької районної газети «Колгоспне життя» (1968—1973 рр.): літпрацівник, завідувачка відділу, заступник редактора. Від 1973 донині — в редакції обласної газети «Вільне життя» (м. Тернопіль): власкор, завідувачка відділу, оглядач, заступник редактора.
Член правління міської організації «Просвіти». Заступник голови оргкомітету конкурсу «Людина року» (м. Тернопіль).

## Доробок
Авторка книг
- «Про себе, про друзів, про час» (1999),
- «З піснею на устах» (1999),
- «А було це так» (2001),
- «Тернопільські зустрічі» (2008),

Співавторка книг
- «Два пера — одна любов» (2007, з Владою Собуцькою),
- «Краяни» (2009, з Владою Собуцькою),
- регіонального збірника «Тернопілля».

Редактор-упорядник книг
- Ю. Красевич «Свічка в грудях: Статті в пресі. Відгуки. Листування» (1997),
- «Від ОУН, УПА до святого престолу: Документальна повість. Публіцистика. Листування» (2001).

Авторка публікацій на суспільно-політичні, культурні, духовні теми, інтерв'ю з політиками, діячами культури, представниками української діаспори.

## Нагороди
- Медаль «2000-ліття Різдва Христового»,
- Медаль Всеукраїнського товариства «Просвіта» «Будівничий України» (2006),
- відзнака Тернопільської міської ради 2-го ступеня (2002),
- обласна журналістська премія імені Миколи Костенка (1996),
- лауреат всеукраїнського конкурсу «Журналіст року» (1999),
- лауреат конкурсу «Людина року м. Тернопіль» (2002),
- лауреат конкурсу «Галицький лицар» у номінації «Політичний діяч року» (2004),
- орден св. Великомучениці Варвари (2008),
- орден княгині Ольги 3-го ступеня (2009),
- обласна премія у галузі журналістики імені В. Здоровеги (2010),
- Золота медаль української журналістики НСЖУ (2013),
- орден св. Юрія Переможця (2018)[1].